# هنري هاسي
هنري هاسي (بالألمانية: Henry Haase)‏ هو لاعب هوكي الجليد ألماني، ولد في 25 يونيو 1993 في برلين في ألمانيا.

## وصلات خارجية
- هنري هاسي على موقع EliteProspects.com (الإنجليزية)
- هنري هاسي على موقع Eurohockey.com (الإنجليزية)
- هنري هاسي على موقع HockeyDB.com (الإنجليزية)